# Гідроакумулятор

Умовне позначення гідроакумулятора на принципових гідравлічних схемах

Гідроакумуля́тор (рос. гидроаккумулятор; англ. hydraulic accumulator; нім. Druckflüssigkeitsspeicher, Pumpspeicher, Pumpenspeicher) — акумулятор, гідропосудина, призначена для акумулювання та повернення енергії робочої рідини, що перебуває під тиском.

## Типи гідроакумуляторів
За способом накопичення енергії гідроакумулятори поділяються на два типи:

### Гідроакумулятори з механічним накопичувачем
До конструкцій цього типу належать:
- вантажні гідроакумулятори;
- пружинні гідроакумулятори.

### Гідроакумулятори з пневматичним накопичувачем
До цих конструкцій належать наступні, що відрізняються способом розділення рідини і газового середовища:
- балонні гідроакумулятори;
- поршневі гідроакумулятори;
- мембранні гідроакумулятори;
- сильфонні гідроакумулятори.

Як робоче стискуване середовище використовується газ азот чи стиснене повітря.

Схема вантажного гідроакумулятора
Схема пружинного гідроакумулятора
Схема гідроакумулятора з пневматичним накопичувачем

## Переваги та недоліки
| Тип гідроакумулятора         | Переваги                                                                                           | Недоліки                                                                                                  |
| ---------------------------- | -------------------------------------------------------------------------------------------------- | --- |
| Вантажний гідроакумулятор    | - постійний тиск гідроакумулятора - простота конструкції - великий робочий об'єм - низька вартість | - низька енергоємність - висока інерційність - громіздкість конструкції - низький тиск                    |
| Пружинний гідроакумулятор    | - відносна простота конструкції - невисока вартість                                                | - тиск залежить від характеристики і лінійної деформації пружини - невеликий робочий об'єм - інерційність |
| Гідропневматичний акумулятор | - висока енергоємність при малих розмірах - різні виконання за конструкцією і призначенням         | - тиск акумулятора змінюється в залежності із політропним процесом стиску і розширення газу               |

## Застосування гідроакумуляторів
Економічно доцільно застосовувати гідроакумулятори в системах з епізодичними піками споживаної витрати, що значно перевищують середні витрати рідини в гідросистемі. Потужність гідроприводу при цьому може бути зменшена у півтора-два рази, а споживання енергії такою системою можна знизити на понад 50 %.
Різні за конструкцією (поршневі, балонні, мембранні, сильфонні) і призначенням пневмогідроакумулятори дозволяють отримати технічні рішення для таких завдань:
- акумулювання (накопичення) гідравлічної енергії та підтримка фіксованого тиску;
- живлення системи в позаштатних і аварійних ситуаціях, забезпечення аварійного керування;
- урівноваження сил і навантажень;
- накопичення запасів рідини для компенсація витоків;
- демпфування пульсації тиску поршневих насосів;
- виключення пульсації потоку у зливній, напірній і всмоктувальній магістралях;
- демпфування гідравлічних ударів, механічних імпульсів та вібрацій;
- підпружинювання рухомих механізмів та амортизаційна підвіска мобільної техніки тощо.

## Сучасні виробники гідроакумуляторів
| Країна          | Виробник               | Опис                            |
| --------------- | ---------------------- | ------------------------------- |
| Австралія       | Olaer Fawcett Christie | мембранні, поршневі, балонні    |
| Велика Британія | Lee Products Ltd.      |                                 |
| Німеччина       | Bosch Rexroth          | гідроакумулятори всіх типів     |
| Німеччина       | Hydac                  | гідроакумулятори всіх типів     |
| Німеччина       | ORSTA-Hydraulik AG     |                                 |
| Франція         | Eaton Corporation      | гідроакумулятори високого тиску |
| Франція         | Intertechnique         |                                 |
| Італія          | Zilmet VAREM S.r.l.    | мембранні                       |